# Walter Nicks
 (février 2022).
Walter Nicks (né à Pittsburgh, Pennsylvanie, le 26 juillet 1925 et mort à Brooklyn, New York, le 3 avril 2007) est un danseur, chorégraphe et professeur de danse afro-américain. Enseignant la méthode Dunham, il a joué un rôle important dans l'introduction de la danse jazz en Europe (notamment en France et en Allemagne).